# Ulak Bandung (Muara Sahung)
Ulak Bandung is een bestuurslaag in het regentschap Kaur van de provincie Bengkulu, Indonesië. Ulak Bandung telt 1768 inwoners (volkstelling 2010).